# Handover
Handover (handoff på amerikansk engelska) är överlämnandet av ett pågående mobiltelefonsamtal från en cell till en annan, och/eller byte av kanal, till exempel kanalfrekvens. Processen gör det möjligt för mobilstationen (MS) att inte tappa anslutningen till nätet när den förflyttar sig. I de radiotelefoner som föregick dagens mobiltelefoner måste en användare som förflyttar sig från en basstations täckningsområde till en annan koppla ned samtalet, manuellt byta kanalfrekvens och koppla upp samtalet på nytt. I en mobiltelefon sker handover däremot automatiskt, utan hjälp av användaren. 
Ett begrepp som kan blandas ihop med handover är roaming, som innebär att överlämnas från en teleoperatörs nät till en annans.

## Generella principer
En basstation (Base Transceiver Station, BTS) täcker ett visst område i det mobila telenätet, detta område kallas för en cell. Olika celler använder olika kanaler. Under ett pågående mobilsamtal kommunicerar en mobiltelefon vid ett visst ögonblick via en specifik kanal och en specifik cell. När abonnenten flyttar sig bort från basstationens försämras signalkvaliteten. Mobilstationen eller basstationen uppmäter signalkvaliteten kontinuerligt under samtalets gång, och uppmäter även mottagen signalstyrka mellan närliggande basstationer och MS vid vissa tillfällen. När signalkvaliteten förväntas bli bättre från en annan basstation sker ett handoverbeslut i den lokala mobiltelefonväxeln (som i GSM-nät kallas Base station controller, BSC, och i UMTS-nät kallas Radio Network Controller, RNC). BSC:en eller RNC:n beordrar då MS att göra eventuellt kanalbyte, och kopplar över samtalet från en basstation till en annan. Detta måste ske innan signalen blir så svag att samtalet avslutas. 
Om handover måste ske till en basstation som inte tillhör den lokala mobiltelefonväxelns (BSC:ens eller RNC:ns) trafikområde måste växlar och nätnoder på högre nivå blandas in. Detta kan till exempel gälla handover till angränsande trafikområden, till andra operatörer, om avtal om interoperatörshandover finnes, eller s.k. vertikal handover. Se nedan.

## Vertikal handover
Vertikal handover innebär handover mellan olika mobilsystem, trådlösa tekniker och infrastrukturer, som kan ha överlappande täckning i samma område. Detta i motsats till horisontell handover inom samma system. 

### Handover mellan UMTS och GSM
Telefonerna måste vara konstruerade så att de klarar av de två radiosystemen. Mellan dessa nät sker handover genom att mobilen mäter signalstyrkan till närliggande GSM-celler och under korta avbrott rapportera mätningarna till nätet. När det är dags för en handover, skickar UMTS-nätet begäran till GSM-nätet för att reservera plats åt förbindelsen. Därefter svarar GSM-nätet med vilken frekvens och kanal förbindelsen kan få. Sedan meddelas mobilen att en handover kommer att ske till den angivna adressen och WCDMA delen i mobilen stängs för att aktivera GSM-delen och meddelar nätet om sin närvaro. 

### Handover mellan GSM och WLAN, m fl tekniker
Med tekniken Unlicensed Mobile Access (UMA) är handover och roaming möjligt mellan GSM och trådlöst LAN (WLAN) vid IP-telefoni. Exempel på en sådan tjänst är Telia home free. 
IEEE 802.21 är en teknik för s.k. media-oberoende handover mellan en rad olika trådlösa tekniker och system.

## Handovertyper

### Hard handover
Utförs i alla FDMA- och TDMA-baserade system, såsom GSM. Den gamla förbindelsen kopplas helt bort och mobiltelefonen försöker så snabbt som möjligt ställa om sig till den nya radiokanalen. Kanalen i den gamla cellen måste släppas först innan den nya kanalen i den nya cellen kan ta över anslutningen. Detta är därför ett mycket kort avbrott under en hard handover och händer så fort utan att abonnenten lägger märke till det. Fördelen med denna teknik är att bara en kanal i taget används i cellen. Ytterligare en fördel är att MS behöver inte klara av att hantera flera kanaler samtidigt vilket gör de billigare att tillverka. Men nackdelen är om handovern inte lyckas i rätt ögonblick kan samtalet avbrytas. 

### Soft handover
Sker i system baserade på koduppdelad access CDMA som UMTS och innebär att MS är kopplat till två celler samtidigt. Förbindelserna har olika koder men ligger på samma frekvens. Signalerna från mobilen kommer att tas upp av de två basstationerna och kombineras till en signal hos RNC. Hur länge övergången varar varierar.
Fördelen med soft handover är att sannolikheten att samtalet bryts är liten, eftersom mobilen har kontakt med en kanal till ifall den ena misslyckas. Bland nackdelarna i denna teknik är att mobiltelefonerna måste klara av att hantera flera kanaler med olika koder, vilket innebär att de kostar mycket. Att använda flera kanaler i nätet för att stödja ett enda samtal vilket belastar nätet, är också en nackdel.

### Softer handover
Sker när MS befinner sig mellan två celler som tillhör en och samma basstation, dvs mellan två sektorantenner. För mobilen så är det ingen skillnad mot soft handover, men för systemet så är det funktionerna hos basstationerna som används för att kombinera signalerna mobilen sänder.

### Intracellhandover
Ovanstående handover mellan celler kallas intercellhandover. I vissa mobiltelefonsystem förekommer även intracellhandover, dvs kanalfrekvensbyte inom samma cell för att undvika störningar, till exempel överhörning från närliggande celler.

## När sker handover
Nedan följer några av de vanligaste fallen då en handover är nödvändig
1. När MS rör sig från en cell till en annan, till exempel med bil, och måste byta basstation (BTS).
2. Om MS är uppkopplad mot en basstation som är full. Mobiltelefonväxeln (MSC) beordrar handover #till en annan närliggande BTS för att frigöra en kanal i den belastade basstationen.
3. För att uppnå bra samtalskvalitet. Basstationen eller MS, som i GSM system, mäter signalstyrkan från de närliggande basstationerna för att överföra samtalet dit kvalitén tycks vara bäst.
4. Om två MS använder sig av samma kanal i cellen, sker handover för att undvika en kollision i system som inte är CDMA-baserade.